# Češme-Ali (Damgan)
Češme-Ali (perz. چشمه‌علی, dosl. Alijeva česma) je prirodni izvor u iranskoj Semnanskoj pokrajini koji napaja rijeku Češme-Ali. Smješten je u dolini na južnim padinama gorja Alborz, oko 25 km sjeverozapadno od Damgana odnosno 1 km od sela Astane. Povijesno, zalihe ovog i srodnih izvora uz korištene kanata igrali su veliku ulogu u vodoopskrbi i navodnjavanju okolnih naselja. Uz izvorski otvor nalazi se tamna kamena ploča s udubinom koja se u lokalnoj legendi tumači kao utisak kopita Alijevog konja. Godine 1802. vladar Fateh Ali-šah na zapadnoj strani izvorskog bazena dao je podići carski ljetnikovac, na južnoj strani džamiju, a izvorska voda služila je za napajanje središnjih kanala u vrtu. Zbog povećane izgradnje kanata u okolici tijekom 19. stoljeća, količina vode u Češme-Aliju bitno je opala.

## Poveznice
- Damgan
- Semnanska pokrajina